# Partula guamensis
Partula guamensis é uma espécie de gastrópode da família Partulidae.
É endémica de Micronésia.